# روبرت كريستي (لاعب كرة قدم)
روبرت كريستي (بالإنجليزية: Robert Christie)‏ هو مدرب كرة قدم ولاعب الكرلنغ ولاعب كرة قدم بريطاني (وحمل سابقاً جنسية المملكة المتحدة لبريطانيا العظمى وأيرلندا) في مركز الهجوم، ولد في 15 نوفمبر 1865 في المملكة المتحدة، وتوفي في 15 مايو 1918. لعب مع نادي كوينز بارك.

## وصلات خارجية
- روبرت كريستي على موقع الاتحاد الإسكتلندي (الإنجليزية)
- روبرت كريستي على موقع قاعدة بيانات كرة القدم.إي يو (الإنجليزية)